# Peter Spahn (politiker)
Peter Joseph Spahn, född 22 maj 1846 i Oestrich-Winkel, Rheingau, död 31 augusti 1925 i Bad Wildungen, var en tysk jurist och politiker. Han var far till Martin Spahn.
Spahn inträdde 1869 i preussisk domartjänst, innehade olika domarämbeten, till sist 1910–17 posten som Oberlandesgerichtspräsident i Frankfurt am Main. Han tillhörde tyska riksdagen 1884–1918, nationalförsamlingen i Weimar 1919–20 och därefter från 1920 Weimarrepublikens riksdag, där han efter Ludwig Windthorsts död, 1891, blev en av Centrumpartiets inflytelserikaste män; han blev 1907 dess ställföreträdande och 1912 dess ordinarie partiordförande. Dessutom var han 1882–88, 1891–98 och 1904–08 ledamot av preussiska lantdagen. 
Spahn var 1895–98 riksdagens andre och 1909 dess förste vicepresident samt 1912 president. Han tillhörde sitt partis högra flygel och kom ej sällan i konflikt med dess demokratiska grupp under Matthias Erzberger, först i kolonialfrågor och under första världskriget om krigsmålen. Han var preussisk justitieminister under tiden augusti 1917 till november 1918.